# 莫尔申 (乌克兰)
莫尔申（烏克蘭語：Моршин）是乌克兰西部利沃夫州斯特雷區莫尔申市镇内的城市及该市镇的行政中心，2020年7月18日前为该州的州辖市。該市始建於1482年，面積2.22平方公里，海拔高度340米，2022年人口数量为5,562人。

## 图集

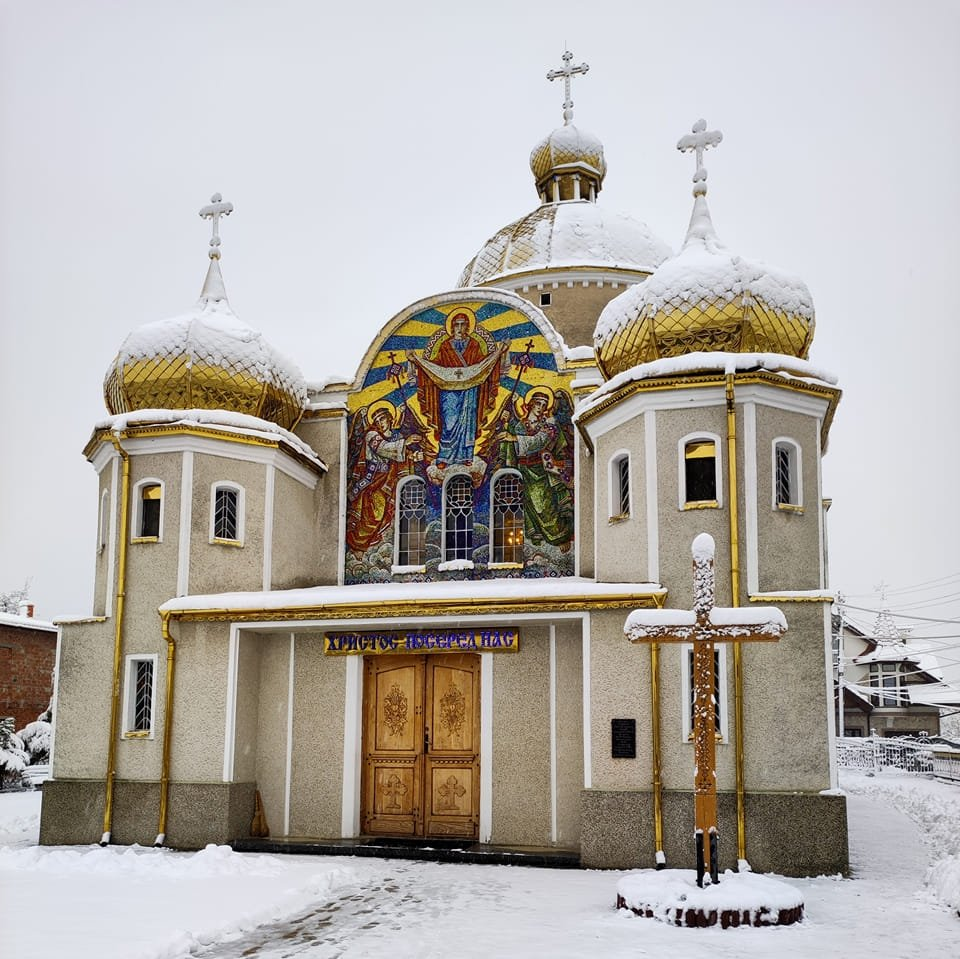
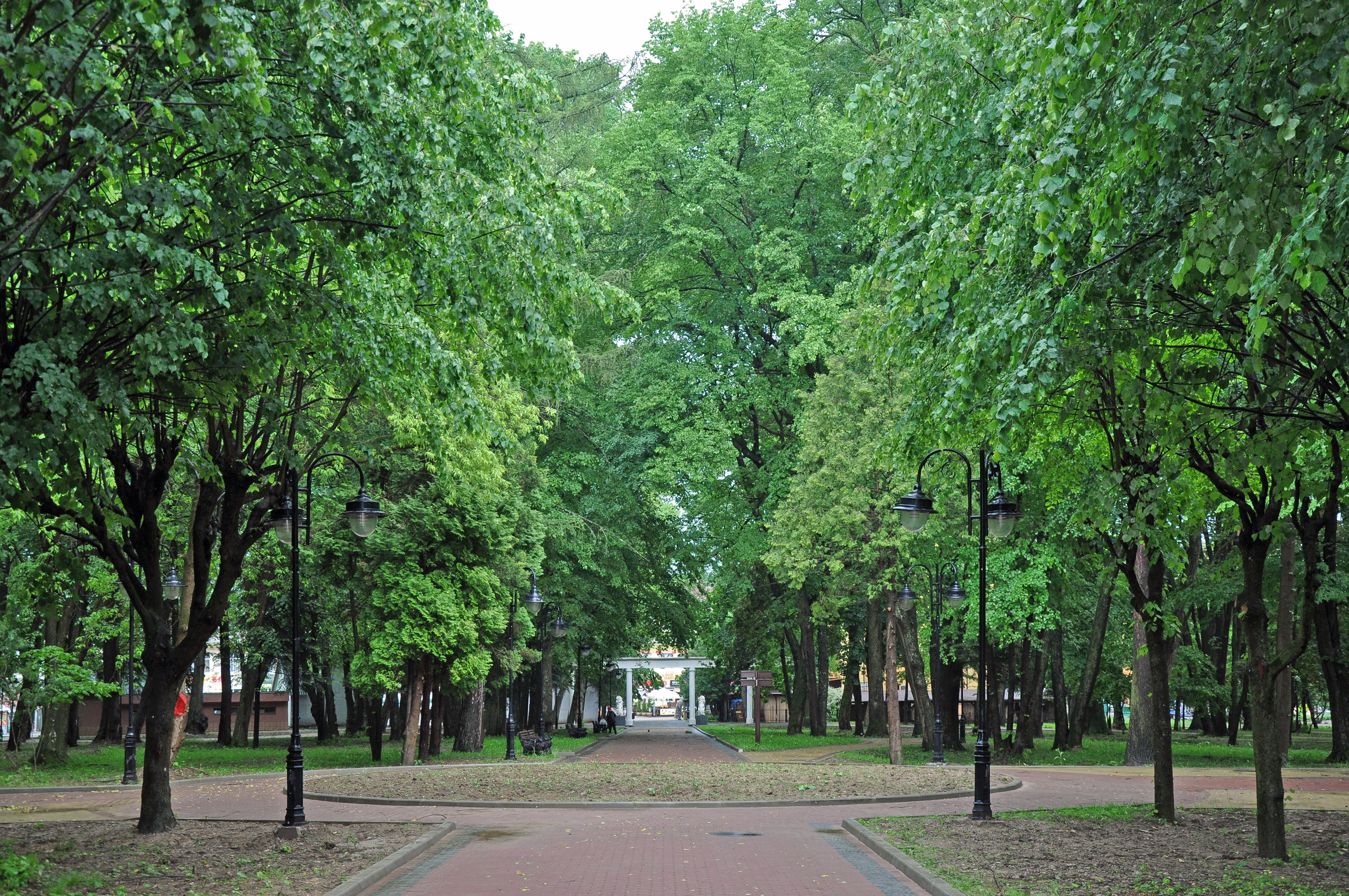
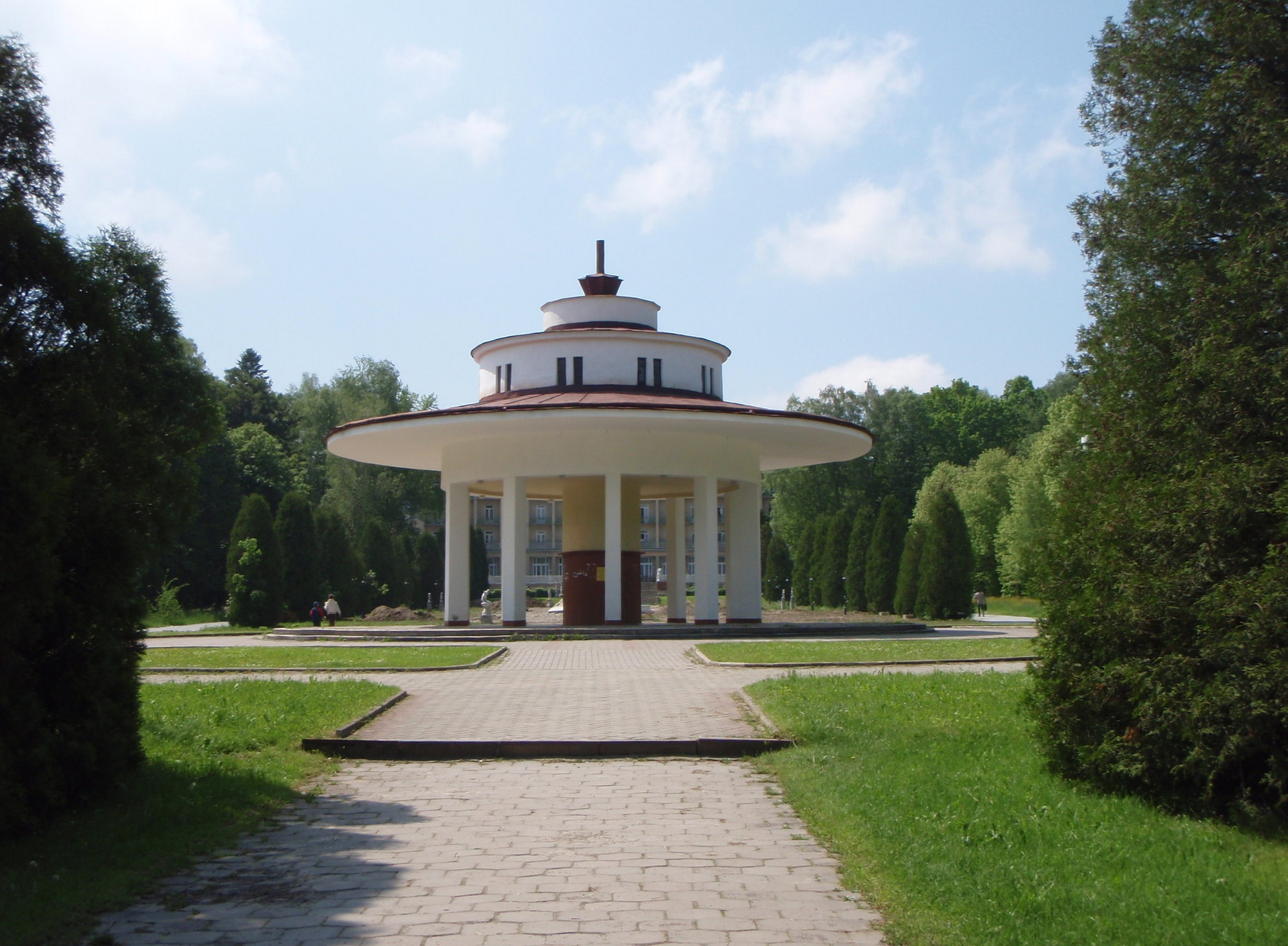

## 友好城市
- 波蘭 莱斯科